# Горностаєв Олександр Леонідович
Олекса́ндр Леоні́дович Горноста́єв (7 вересня 1963, Суми, Українська РСР — 20 червня 2016, смт Верхньоторецьке, Ясинуватський район, Донецька область, Україна) — солдат Збройних сил України, учасник війни на сході України (15-й окремий мотопіхотний батальйон «Суми», 58-ма окрема мотопіхотна бригада).
Загинув від поранень під час мінометного обстрілу. У тому ж бою загинув солдат Андрій Супруненко.
По смерті залишилися мати, сестра та дорослий син.
Похований на Алеї поховань Почесних громадян на центральному кладовищі м. Суми.

## Нагороди
Указом Президента України № 48/2017 від 27 лютого 2017 року «за особисту мужність, виявлену у захисті державного суверенітету та територіальної цілісності України, самовіддане виконання військового обов'язку» нагороджений орденом «За мужність» III ступеня (посмертно).